# Vacina V10

## Vacina V10 (décupla)
Também conhecida como vacina décupla, esta tem o objetivo de prevenir diversas doenças que podem afetar cães.

## Doenças Prevenidas
Cinomose, Adenovírus Tipo 2, Parainfluenza, Parvovírus, e Leptospira canicola-grippotyphosa-icterohaemorrhagiaepomona.

## Recomendações
A vacinação deve ser realizada em animais sadios e nos períodos adequeados para que se obtenha a máxima eficácia da imunização.

Filhotes
| Idade        | Aplicação |
| ------------ | --------- |
| 42 dias      | 1ª dose   |
| 63 dias      | 2ª dose   |
| 84 a 90 dias | 3ª dose   |

Adultos: aplicar dose anual.